# 福嶌香代子

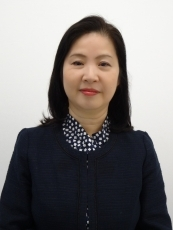

福嶌 香代子（ふくしま かよこ）は、日本の外交官・国連職員。2015年（平成27年）4月からUNウィメン日本事務所初代所長。2017年（平成29年）から外務省外交史料館館長。2019年（令和元年）からナッシュビル総領事。2022年（令和4年）から在バルバドス日本国大使館特命全権大使。

## 人物・経歴
1981年（昭和56年）上智大学外国語学部卒業後、外務省に入省。米国での研修（フレッチャー法律外交大学院で修士号を取得）を経て、国連・広報文化・開発・環境・科学技術等の分野での外交に携わる。外務省で国連教育科学文化機関（UNESCO）、国連貿易開発会議（UNCTAD）、国連宇宙空間平和利用委員会等を担当し、2003年（平成15年）から2006年（平成18年）まで国連大学でプログラム・オフィサーを務める。海外では、アイルランドとタイの日本大使館、ニューヨークの日本総領事館で広報文化を担当。
2015年（平成27年）UNウィメンの日本事務所開所に伴い、同事務所初代所長に就任。
2017年（平成29年）外務省外交史料館館長に就任。
2019年（令和元年）ナッシュビル総領事に就任。
2022年（令和4年）在バルバドス日本国大使館特命全権大使に就任。

## 同期
- 兼原信克（14年国家安全保障局次長兼務・12年内閣官房副長官補）
- 泉裕泰（19年日本台湾交流協会台北事務所長・17年バングラデシュ大使）
- 上月豊久（15年ロシア大使）
- 岡村善文（19年OECD大使・17年人権人道担当大使）
- 山田彰（17年ブラジル大使・14年メキシコ大使）
- 上村司（21年日本国政府代表（中東和平担当特使）、17年サウジアラビア大使）
- 佐藤地（17年駐ハンガリー大使・15年ユネスコ大使）
- 側嶋秀展（19年ミクロネシア大使・16年ザンビア大使）
- 香川剛廣（18年国際貿易・経済担当大使・15年エジプト大使）
- 石兼公博（19年国連大使・17年カナダ大使）
- 高岡正人（19年クウェート大使・16年モンゴル大使・13年シドニー総領事・12年イラク大使）
- 高木昌弘（21年駐ドミニカ共和国大使・20年クリチバ総領事）
- 冨田浩司（21年駐米大使・19年韓国大使・15年イスラエル大使）
- 川村裕（24年依願免職・20年ノルウェー大使・18年沖縄大使・14年コートジボワール兼トーゴ兼ニジェール大使）
- 川村泰久（19年カナダ大使）
- 嘉治美佐子（19年クロアチア大使・14-17年ジュネーヴ代表部大使）
- 宮島昭夫（20年ポーランド大使・17年トルコ大使）
- 重枝豊英（15年リトアニア大使）
- 石井哲也（17年トンガ大使）
- 岡田誠司（20年バチカン大使・17年南スーダン大使）
- 冨永純正（14年青年海外協力協会会長・11年コンゴ民主共和国大使）
- 奥克彦（イラク日本人外交官射殺事件犠牲者[7]、03年殉職のため大使の称号付与）
- 伊藤光子（15年世界の子どもにワクチンを日本委員会事務局長）
- 福嶌教輝（21年駐メキシコ大使・15年駐アルゼンチン大使）